# نصرآباد (خواف)
نصرآباد ، روستایی است از توابع بخش سلامی و در شهرستان خواف استان خراسان رضوی ایران.

## جمعیت
این روستا در دهستان بالاخواف قرار داشته و بر اساس سرشماری سال ۱۳۸۵ جمعیت آن (۲۶۸خانوار) ۱٬۳۱۲نفر
بوده است.